# Албанська музика
Албанська музика (алб. Muzikë popullore або Muzikë Shqiptare) має витоки, що йдуть у глибоку старовину і характеризується великою різноманітністю місцевих музичних стилів, народні пісні та інструментальна музика північних областей країни помітно відрізняються від музики центральних і південних районів.

## Історія
Албанська музика являє собою сплав музичних традицій Південно-Східної Європи, на неї справили великий вплив культури сусідніх балканських народів, слов'ян та італійців, а також турецький вплив як результат османського ярма. Але попри те, що Албанія майже 500 років входила до складу Османської імперії, албанський народ зумів зберегти культурну самобутність, у тому числі в музиці.
Після проголошення незалежності у 1912 році до 1940-х років Албанія не мала професійної музичної культури. Перша збірка народної музики була випущена піаністом Петером Дунгу у 1940. Після встановлення комуністичного режиму у 1944 році при активному сприянні з боку СРСР почався розвиток національного мистецтва, включаючи професійну музичну культуру. Уже у 1944 був організований хор Народної армії Албанії (згодом — Художній ансамбль Народної армії) під керівництвом Г. Авразі, у 1960 — Державний ансамбль народної пісні і танцю під керівництвом Ческа Задеї. У містах Албанії стали відкриватися музичні школи, у 1947 у Тирані був відкритий Художній ліцей ім. Й. Місья з музичним відділенням по класах скрипки, віолончелі, народних інструментів та співу. 1950 року у Тирані відкрилася Державна філармонія Албанії, що об'єднала професійні виконавські колективи: симфонічний і духовий військовий оркестри, танцювальну групу, а також співаків-солістів. У 1950-х філармонія Албанії поставила низку творів російських композиторів — опери «Русалка» Даргомижського (1953), «Іван Сусанін» Глінки (1955), балет «Бахчисарайський фонтан» Асафьєва (1953).
У 1956 році у Тирані відкрився Національний театр опери та балету з балетною школою, де було поставлено низку класичних опер, оперет і балетів, у тому числі радянських — «Лола» С. Н. Василенко, «Шурале» Ф. З. Ярулліна, та інші. Провідні артисти Національного театру отримали освіту в СРСР та інших країнах соціалістичного табору, у тому числі співаки — заслужені артисти НРА А. Мула, І. Тукічі, М. Джемалі, Л. Качай, а також Д. Атанас, Г. Чако; співачки — Р. Йорганджі, Г. Хеба, І. Веля; артисти балету — заслужені артисти НРА А. Аліай, З. Хаджо, Г. Вендреша, а також балетмейстер П. Каначі, диригент М. Вако.
До 1950-х років в Албанії не було національної музики великих форм. Перші національні опери стали з'являтися з середини 1950-х, (опера «Мріке» П. Якови, 1954) і у 1960-ті роки — «Весна» Т. Дайї (1960), «Квітка пам'яті» К. Коно (1961), «Героїня» В. Нови (1967), «Скандербег» П. Якови (1968), «Дівчина з гір» Н. Зорачі (1970); балети — «Халіль і хайр» Т. Дайі (1963), «Делін» Ч. Задеї (1964), «Партизан» К. Ляри (1967), «Діти рибалки» Т. Дайї (1972), балет для дітей «Безстрашний орлятко» Ч. Задеї (1971); оперети — «Зоря» К. Коно (1954), «Лейла» Т. Дайї (1957); патріотична ораторія К. Трак (1961), марш — кантата Т. Авразі, увертюра на народні албанські теми Д. Лекі (1954), 1-а симфонія Ч. Задеї (1956), вокально-симфонічна поема «Герої Борови» К. Коно, «Дитяча сюїта» для симфонічного оркестру Т. Дайї (1956), струнний квартет Т. Дайї (1956), «Рондо» для струнного квартету Н. Зорачі (1960), «Албанська сюїта» для флейти та фортепіано Н. Зорачі (1960), «Три симфонічні картинки» Ч. Задеї, вокально-інструментальна сюїта Т. Харапі (1965), концерти для фортепіано з оркестром Т. Харапі і Ч. Задеї (обидва — 1969), для скрипки з оркестром Н. Зорачі (1969) та інші.
Після падіння комуністичного режиму в країні з'явилися нові композитори, такі як Александер Печі, музичний етнограф Рамадан Соколі, Сокол Шупо, Ендрю Сіна, Пелумб Ворпсі, Васіл Толі, виникли також нові музичні організації, такі як Товариство професійних музикантів та Товариство нової албанської музики.
Албанська оперна співачка Інва Мула, дочка композитора Авні Мула, користується міжнародним визнанням.

### Албанія на Євробаченні
Албанія бере участь у конкурсі з 2004 року, найкращий результат показала на конкурсі Євробачення 2012 — 5-е місце. Найгірший результат був на Євробаченні 2007, — 17 місце у півфіналі, до фіналу Албанія не вийшла. За всю історію участі у конкурсі, Албанія отримала 1153 бали.

## Народна музика
Албанська народна музика підрозділяється на три стилістичні групи, пов'язані з історико-культурними областями навколо Шкодера і Тирани; основні групи — гегська з північних, лабська та тоскська — з південних районів Албанії. Для північних стилів музики характерний «твердий і героїчний» тон, що контрастує з «спокійними і ніжними» південними тонами, а також використання непарних розмірів — 5/8, 7/8 і 11/8 та інших, з різним внутрішнім угрупованням, зустрічаються і змішані розміри.
Жанри народних пісень різноманітні: епічні, патріотичні, обрядові, танцювальні, ліричні і т. д. Серед обрядових, наприклад, широко поширені пісні на день Св. Лазаря, що означає початок весни. Важливі види албанської народної пісні — колискові і плачі, які, як правило, виконуються соло жінками.

### Північна Албанія

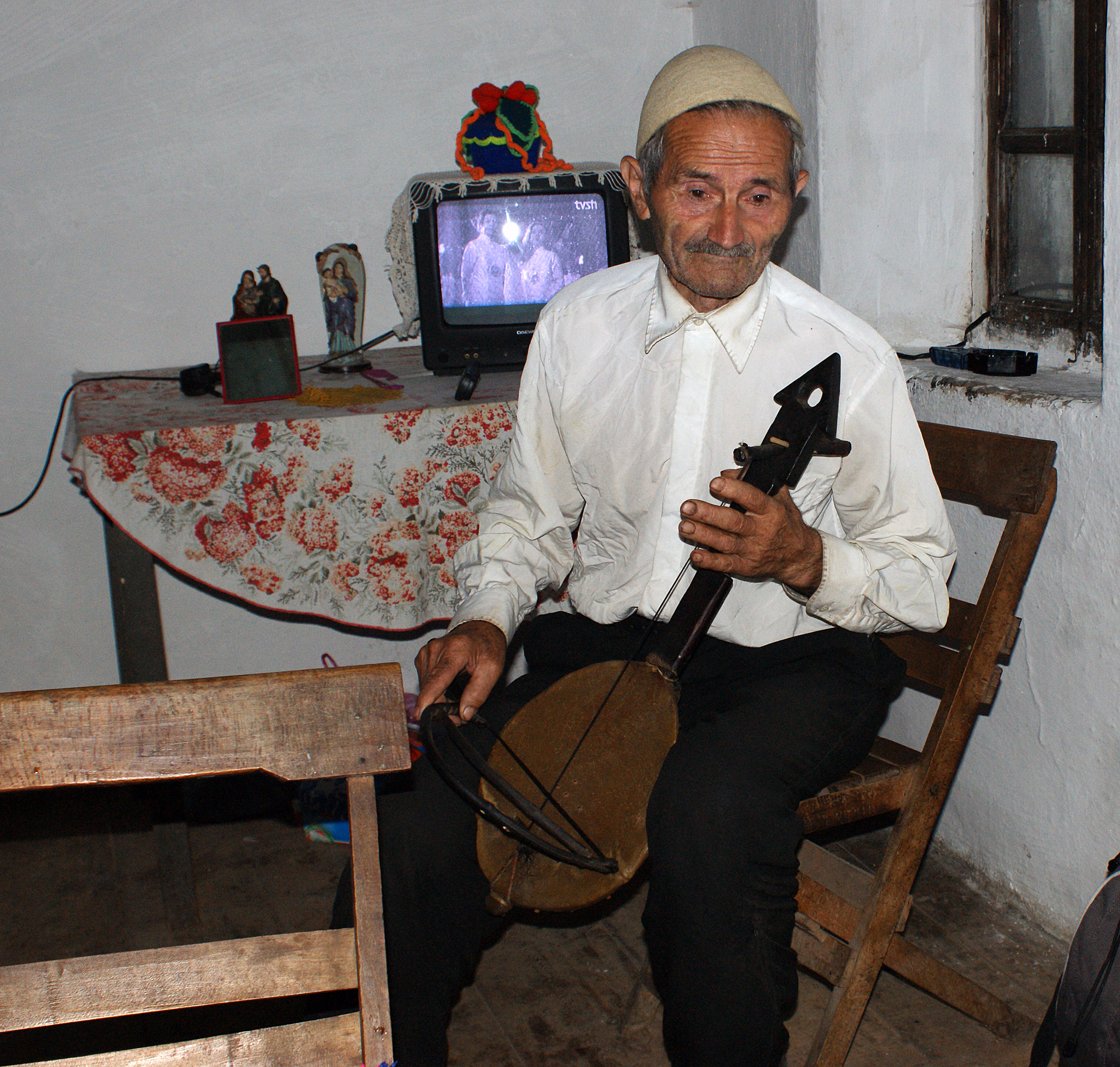
Виконавець на гуслі

Геги, що живуть на півночі від річки Шкумбіні, відомі багатством епічних пісень, присвячених, зокрема, національному герою Албанії Скандербегу, який очолював боротьбу проти турків у XV столітті, а також тематиці честі, гостинності, зради і помсти. Пісенні традиції гегів є однією з форм усної історії, а також свого роду інструментом соціального регулювання.
Епос гегів також включає Këngë trimash/kreshnikësh (Пісні сміливців/прикордонних воїнів), балади і Vajtims máje krahi («крики»). Найбільший збірник епічних пісень — цикл Пісні прикордонних воїнів Албанії, складений албанськими бардами у XVII—XVII століттях і вперше записаний лише на початку XX століття. Ці епічні поеми співаються під акомпанемент на гуслі, однострунні народні скрипки. Вони рідко виконуються у сучасній Албанії, переважно у північних гірських районах.
Декілька південніше, у районі Дібри і Кичево Північній Македонії, замість гуслі використовується чіфтелі, двострунний інструмент, в якому одна струна використовується як бурдона і одна — для мелодії. Традиційно виконавцями були чоловіки (виняток робився тільки для клятвених незайманих), але останнім часом жінки все частіше бере участь у виконанні епічних балад.
Чіфтелі і шаркі використовуються для виконання танцювальних та скотарських пісень. Пастухи у північній Албанії традиційно використовують духові інструменти, такі як зумаре, незвичайний вид кларнета, їхня музика має «меланхолійну і споглядальну» тональність. Ще один вид народної пісні північній Албанії — пісні, звані Maje — krahi, які спочатку використовувалися жителями гірських місцевостей для спілкування на далеких відстанях, але нині[коли?] розглядаються як пісні. Пісні Maje — krahi вимагають для виконання всього звукового діапазону і «мелизматичних нюансів і фальцету».

### Південна Албанія

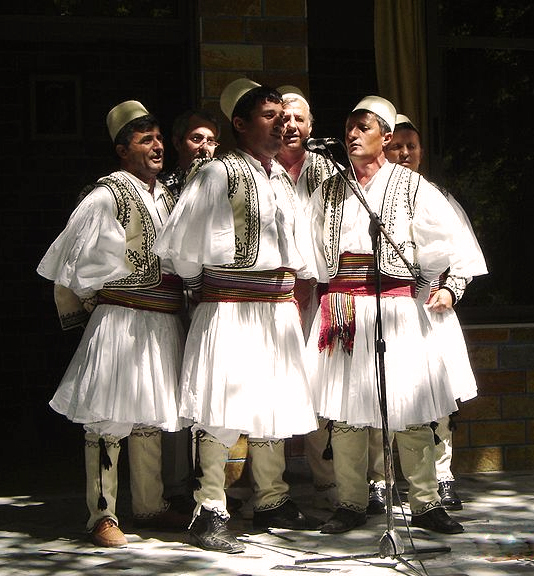
Фольклорний гурт з Південної Албанії

Народна музика південної Албанії відрізняється м'якими і ніжними тонами і поліфонічним характером, що надає їй схожість з грецькою музикою — поліфонічними піснями Епіру. Мабуть, найнезвичайніші вокальні традиції є у місті Вльора, де музичні твори складаються з чотирьох різних тонів, які, у з'єднанні, формують складну катарсичну мелодію. Кім Бертон описав ці мелодії як «прикрашені фальцетом і вібрато, іноді переривається дикими і скорботними криками». Ця поліфонічна вокальна музика сповнена сили, яка «випливає з контрасту між величезною емоційною значущістю, яку він несе, і вкорінена у багатовікових злиднях і гнобленні, і строго формальним, майже ритуальним характером його структури».
Народна музика південної Албанії також відома похоронними голосіннями (плачами) у виконанні хору і 1-2 солістів зі скорботними голосами, що перекриваються. Існує традиція виконання пісень про кохання, в якій виконавці використовують вільний ритм і гармонію, розроблену з орнаментикою і мелізмом.
Тоски відомі своїми ансамблями, що складаються зі скрипок, кларнетів, лахуті (свого роду лютні) і дафів. Місто Перметі є центром інновацій в албанській музиці і батьківщиною відомих виконавців, таких як Лавер Бару і засновник музичної династії Ремзі Лела, нащадки якого працюють у більшості великих музичних установ у Тирані.
Інструментальна музика південній Албанії часто виконується ансамблем «каба», до складу якого входять кларнет або скрипка, поряд з акордеонами і лахуті. Каба, як правило, виконує музику у меланхолійному стилі з мелодіями, які Кім Бертон описує як «одночасно нові і давні», що ілюструють «поєднання пристрасті і стриманості, що є відмінною рисою албанської культури».

## Албанські музичні інструменти
- Кларнет
- Чіфтелі
- Кіпі
- Тулумбас
- Зурна
- Гуслі
- Дайрех
- Гайда
- Давул
- Шаргей
- Бубен
- Тубелекі